# イバニェタ峠
イバニェタ峠（スペイン語: Puerto de Ibañeta: バスク語: Ibañetako Mendatea）またはロンスヴォー峠（フランス語: Col de Roncevaux、ロンセスバージェス峠）は、ピレネー山脈西部にある峠。標高は1057mであり、峠自体は完全にスペイン領土にあるが、スペイン＝フランス国境にも近い。

## 地理

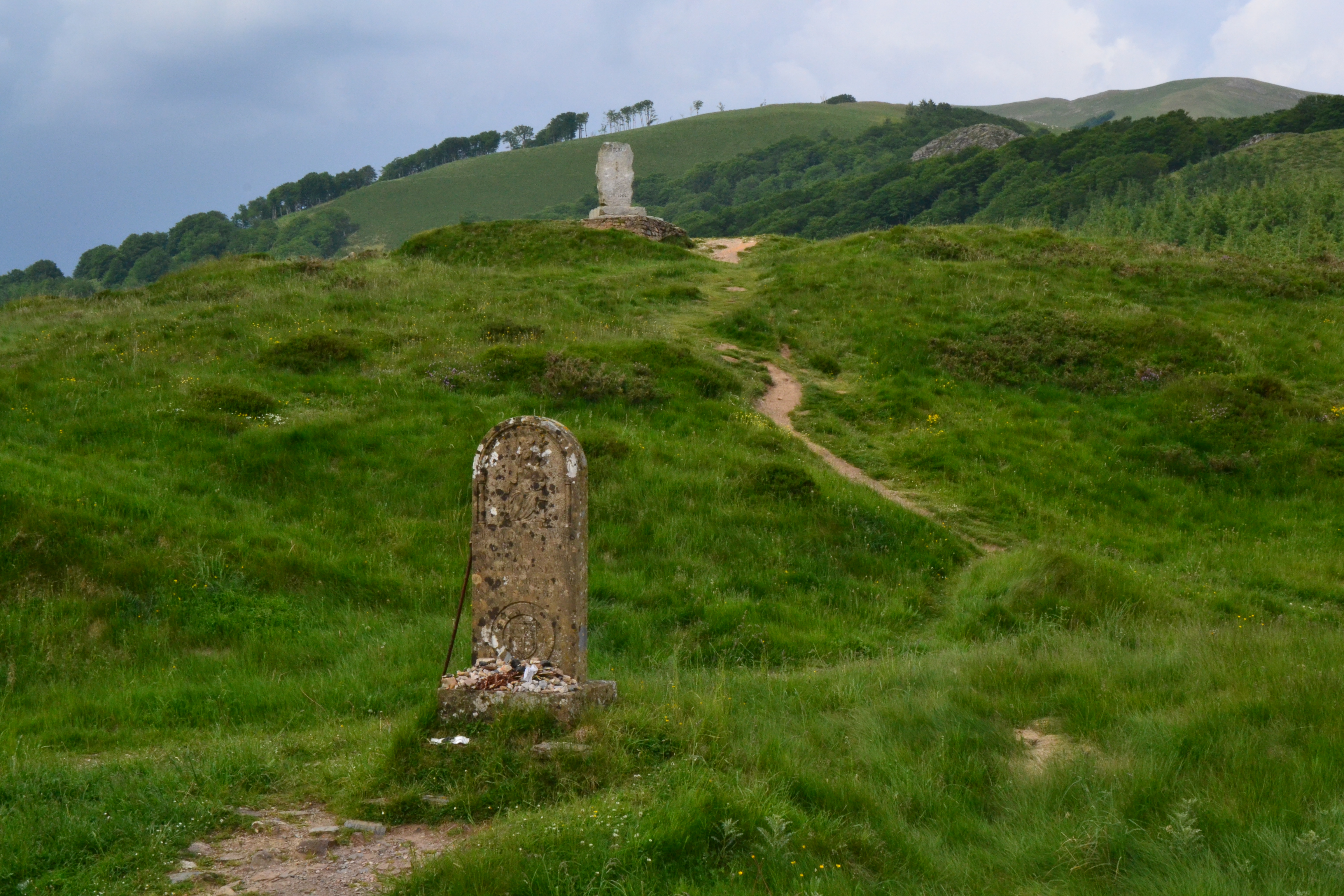
峠上にある石碑

スペインのナバーラ州ロンセスバージェスとルサイデ/バルカルロスにまたがっている。スペイン＝フランス国境から8kmの距離にあり、フランス側ではサン＝ジャン＝ピエ＝ド＝ポルの町に近い。
かつてイバニェタ峠にはバスク人盗賊が出没していたことで、ガリシア地方のサンティアゴ・デ・コンポステーラに向かう巡礼者がもっとも多く通るのはソンポルト峠だった。12世紀にはバスク人盗賊が鎮圧されたため、標高1632mのソンポルト峠よりも低いイバニェタ峠が主要な巡礼路となった。サンティアゴ・デ・コンポステーラの巡礼路の主要な巡礼路のうち、「トゥールの道」、「リモージュの道」、「ル・ピュイの道」はイバニェタ峠を通っており、「トゥールーズの道」はソンポルト峠を通っている。

## 歴史
778年にはイバニェタ峠でロンスヴォーの戦いが起こり、山岳民族のバスク人がフランク王国のカール大帝の軍隊を襲撃して勝利した。この戦いはカール大帝にとって唯一の敗戦とされ、伝説上の人物であるローランの死去は脚色されて叙事詩『ローランの歌』となっている。ローランが死去したと伝えられる場所には石碑が勃っている。
半島戦争中の1813年7月25日、スールト元帥率いるフランス軍とイギリス＝ポルトガル同盟軍の間でロンスヴォーの戦いが起こり、いったんはフランス軍が勝利したものの、同盟軍に激しい抵抗を受けて勢いを失った。